# Acauloides ammisatum
Acauloides ammisatum is een hydroïdpoliep uit de familie Acaulidae. De poliep komt uit het geslacht Acauloides. Acauloides ammisatum werd in 1965 voor het eerst wetenschappelijk beschreven door Bouillon. 